# Lonicera tangutica
Lonicera tangutica är en kaprifolväxtart som beskrevs av Carl Maximowicz. Lonicera tangutica ingår i släktet tryar, och familjen kaprifolväxter. Inga underarter finns listade i Catalogue of Life.